# Ercole a New York
Ercole a New York (Hercules in New York) è un film commedia fantasy del 1970, diretto da Arthur Allan Seidelman.
Noto soprattutto per il fatto di essere il primo film interpretato da Arnold Schwarzenegger, qui nei panni dell'omonimo eroe della mitologia classica e delle sue avventure nella New York contemporanea. Classico esempio di B-movie anni settanta, fu ripescato anni dopo, in questo caso sulla scia del successo di Schwarzenegger (allora, esordiente sullo schermo e accreditato Arnold Strong a causa del suo cognome giudicato impronunciabile) e della moda del culturismo. Fu ridistribuito prima come Hercules - The Movie (ridotto a 82 minuti) e poi come in home video come Hercules Goes Bananas (75 minuti). Ne fu fatta un'edizione per la TV, aggiungendo 3 minuti. Il 19 ottobre 2006, il giornale San Francisco Chronicle ha riportato che la Premiere Pictures ha venduto all'asta i diritti del film su eBay per un'offerta iniziale di 550 000 dollari.

## Trama
Ercole, figlio di Giove, dopo tanti secoli vissuti nell'Olimpo degli Dei, decide di cambiar vita e chiede il permesso al padre di lasciare il Monte Olimpo per andare a vivere tra i mortali. Zeus si oppone a questa sua decisione ma alla fine, in un eccesso di rabbia, lo manda sulla terra per dimostrargli quanto sia noiosa. Dopo alcuni strani fenomeni in aria, Ercole si ritrova in mare e viene ripescato da una nave: la ciurma gli offre un lavoro ma Ercole rifiuta. La cosa fa nascere una rissa da cui ne esce vincitore, in quanto chiaramente più forte. Ercole viene sbarcato a New York, dove fatica ad abituarsi alla società moderna; qui fa la conoscenza di un tipo un po' bizzarro chiamato Frittella, che vende prodotti da forno sul fronte del porto.
I due viaggiano insieme per la città: Ercole si trova al centro di alcune situazioni imbarazzanti quando tenta di socializzare con le persone, ma riesce grazie alla sua prestanza e al suo carisma a conoscere delle affascinanti signore. Per provare a tirar su qualche soldo Frittella ed Ercole decidono di sfruttare la forza di quest'ultimo e attirano l'attenzione di alcuni allibratori, che gli fanno disputare dei concorsi di sollevamento pesi. Giove dall'alto dell'Olimpo vede che Ercole si fa beffa degli Dei e per evitare che la cosa possa creare problemi e dissapori nell'Olimpo lancia un appello a Nemesi per chiedergli di fermare il figlio, ma questi si oppone. Zeus si rivolge allora a Plutone, chiedendogli di portare Ercole sotto il suo potere per convincerlo a tornare.
Giunone, moglie di Zeus e matrigna di Ercole, è gelosa e infastidita dal fatto di vedere Ercole, che è pur sempre un semidio, trattato in quel modo: in accordo con Plutone decide di privare Ercole della sua forza divina, facendolo diventare un comune terrestre. Ciò causa dei problemi ad Ercole perché perde un incontro di sollevamento pesi dove gli scommettitori avevano puntato un sacco di soldi su di lui, convinti che fosse una puntata sicura: ovviamente tutti se la prendono con lui. Quando Giove scopre che i suoi ordini sono stati modificati, egli non può tollerare che suo figlio venga maltrattato e così gli restituisce la forza. Ercole, che nel frattempo è costretto a nascondersi in un capannone per fuggire alla mafia, si difende e ha la meglio contro i criminali: dopo le varie esperienze fatte tra gli esseri umani e dopo essersi anche innamorato, scappa e ritorna sull'Olimpo tra gli Dei. Stimolato dall'esperienza del figlio, anche Giove si decide a visitare il mondo umano dopo tanto tempo.

## Produzione
Hercules in New York fu il debutto cinematografico di Arnold Schwarzenegger all'epoca ventiduenne e residente a Los Angeles dove si manteneva con una attività da muratore insieme all'amico bodybuilder Franco Columbu, con cui si allenava per le competizioni di culturismo. Schwarzenegger, intenzionato ad iniziare una carriera da attore cinematografico, partecipò ad alcuni provini su suggerimento del suo amico Reg Park, bodybuilder che aveva partecipato a diversi film peplum su Ercole in Italia nel ruolo dell'eroe mitico come Ercole alla conquista di Atlantide, Ercole al centro della Terra e La sfida dei giganti (rilasciato internazionalmente come Hercules The Avenger). Schwarzenegger raccontò che durante i provini lui e il suo agente dissero di aver avuto molte esperienze sul palco (stage), facendo intendere si parlasse di teatro quando in realtà le sue uniche esperienze all'epoca riguardavano solo i palchi delle competizioni di bodybuilding.
Il film rappresentò anche l'esordio alla regia Arthur Allan Seidelman, il quale aveva avuto solo esperienze di teatro. Il film venne realizzato indipendentemente a basso budget e filmato interamente in loco a New York City con mezzi di fortuna, inclusa una elaborata scene di inseguimento in biga girata per le strade della città senza permesso.
A causa del vistoso accento austriaco di Schwarzenegger la produzione decise di far doppiare la sua voce, ripristinata poi nelle versioni più recenti (insieme al il suo vero nome nei crediti). Nella versione audio originale del film si può notare in una scena nell'Olimpo, che si svolge in un luogo in cui si possono sentire rumori continui di auto che passano, clacson e bambini che giocano in quanto la scena è stata girata nel Central Park di New York.
Arnold Schwarzenegger successivamente raccontò di essersi pentito di aver partecipato al film ed è ancora notoriamente imbarazzato di avervi recitato a tal punto da inserire una clausola che in qualunque intervista di qualunque tipo e media venisse menzionata la pellicola senza il suo permesso, lui può liberamente interromperla sul momento.